# Plinski termometar
Plinski termometar ili tlačni termometar je vanjskim izgledom potpuno jednak živinom termometru. Osjetilo temperature je napunjeno tekućinom koja lako hlapi (na primjer eter kao što je dietil-eter), pošto tlak pare ovisi o temperaturi, mjerenjem tlaka izravno se mjeri temperatura. Izvedba je jeftinija od one sa živom ali ima nedostatak što je ljestvica nelinearna (nije ravna) i kad se pregrije, može se oštetiti. Za mjerenje temperature ulja ili stlačenog zraka, gdje se ne zahtijeva velika točnost i gdje nema opasnosti od pregrijavanja, plinski termometri se mogu koristiti bez većih problema.
Tlačni termometar služi uglavnom za mjerenje temperature u industriji u području od – 200 do + 600 °C. Plinski termometar najosjetljiviji je mjerni instrument za mjerenje temperature i može se koristiti za umjeravanje drugih termometara.

## Bourdonov termometar
Bourdonov termometar se sastoji od spiralne metalne cijevi (kapilarne cijevi), ručice, ljestvice i kazaljke. Spiralna metalna cijev (koja se nalazi u termometru ili kućištu) je izvučena van i spaja se na sondu koja je (olovna, bakrena ili platinska), a punjena je najčešće živom. Ovo su stari termometri koji su se koristili najčešće za grijanje velikih prostorija (plastenici i staklenici, velike dvorane koje koriste centralno grijanje, i tako dalje) putem termogena (uređaji koji koriste instrumente plamenike za dovod i sagorijevanje goriva u njima). Ovaj termometar je sve više zamijenjen suvremenijim digitalnim termometrom.